# 大山ゴルフクラブ
大山ゴルフクラブ（だいせんゴルフクラブ）は、鳥取県伯耆町にある、Yamazen株式会社が運営するゴルフ場である。

## 歴史
1967年上田治の設計により1970年4月に開場した。
2013年運送会社、パチンコ店経営などを手がけるYAMAZENグループの平山善裕会長は、鳥取の大山ゴルフクラブを株主の伊藤忠商事から株式86％を取得し買収したと明らかにした。
2015年残り株式14％を取得し、株式100％とした。
2017年2月8日、YAMAZENグループの株式会社セイユウインターナショナルが大山ゴルフ株式会社を吸収合併。2018年12月26日、商号をYamazen株式会社へ変更。

## コース情報
- 開場日
  - 1970年4月18日
- 設計者
  - 上田治
- コース
  - 7144Y（3562Y(OUT) 3582Y(IN)）

コースレート 73.6(OUT・IN・ベント)
面積 93万m2 　18ホールズ　パー72
- コースの特徴
  - 大山の裾野、標高700mに位置する高原コース。全ホールが赤松によりセパレートされ、ところどころで自然の小渓が生かされた設計となっている。また、多くのホールから日本海が、全てのホールから大山が望める。積雪期（12月末から3月中旬）はクローズとなる。

## 所在地
- 鳥取県西伯郡伯耆町小林6

## アクセス
- 中国自動車道〜米子自動車道 溝口ICより 7km

## 開催された主な大会
- 中四国オープンゴルフ選手権競技: 1993年
- 日本アマチュアゴルフ選手権競技 : 2005年
- JGTOチャレンジトーナメントIII : 2012年
- JGTOチャレンジトーナメントII : 2013年
- 第1回Daisen Cup : 2014年
- 第2回Daisen Cup : 2015年
- 第3回Daisen Cup : 2016年
- 第4回Daisen Cup : 2018年
- 第1回日韓親善ゴルフチーム対抗戦 : 2015年
- 第2回日韓親善ゴルフチーム対抗戦 : 2017年